# Лус Марија
Лус Марија (шп. Luz Maríа) перуанска је теленовела, продукцијске куће América Producciones, снимана 1998.
У Србији је приказивана током 2000. и 2001. на првом и другом каналу Радио-телевизије Србије.

## Синопсис
Крајем XIX века Лус Марија, сиромашна и необразована девојка, принуђена је да се са болесном мајком пресели у Лиму. На самртној постељи, Лусеситина мајка моли Мигела Мендозу Риверу, правог оца своје кћерке, да води рачуна о Марији. Међутим, он се не усуђује да супрузи Грасијели призна истину, те девојку запошљава у својој кући као служавку.
Лус Марија упознаје Густава Гонсалвеза, и на први поглед међу њима заискри љубав, међутим, он је ожењен кћерком Мигела Мендозе, злом и хировитом Анхелином. Како би задржала свог мужа, Анхелина се претвара да је инвалид, због чега Густаво не жели да је остави.
Мало по мало, Лусесита својом добротом осваја све укућане, а љубав између ње и Густава постаје толико јака да више не могу да јој се одупиру. Упуштају се у страствену везу и Лус Марија остаје трудна.

## Улоге
| Глумац:                    | Улога:                              |
| -------------------------- | ----------------------------------- |
| Енџи Сепеда                | Лус Марија Камехо                   |
| Кристијан Мајер            | Густаво Гонзалвез                   |
| Росалинда Серфати          | Анхелина Мендоса Риверо Гонзалвез   |
| Теди Гузман                | Модеста Лудења де Косио             |
| Хесус Делавеаукс           | Мигел Мендоза Риверо                |
| Антонио Дулзаидес          | Алваро Реворедо                     |
| Орландо Фундичели          | Серхио Косио Лудења                 |
| Мартин Фарфан              | Амадос Еспозито                     |
| Соња Оквендо               | Грасијела Мендоза Риверо            |
| Росана Фернандез Малдонадо | Лили Алдама                         |
| Кати Серано                | Лаура                               |
| Габријел Анселми           | Френки                              |
| Ивон Фрајсинет             | Кристина де Алдама                  |
| Татјана Астенго            | Офелија                             |
| Хавијер Валдез             | отац Емилио Гонзалвез               |
| Сархио Галијани            | Енрике                              |
| Хавијер Ечеварија          | Хосе Хулијан Алдама                 |
| Татјана Еспиноза           | Карука                              |
| Карен Спано                | сестра Косио                        |
| Оријана Кикони Дамерт      | Марија Роса Марита Гонзалвез Риверо |
| Карлос Викторија           | Педро Риоха                         |
| Агустин Бенитес            | др Агустин Гутјерез                 |
| Гладис Ермоса              | Мерседес                            |
| Елиде Бреро                | Марија Сантандер Мендоза Риверо     |
| Хулио Марконе              | Висенте Леон                        |